# Highlands (New York)
Highlands è un comune degli Stati Uniti d'America, situato nello stato di New York, nella contea di Orange.